# Barytatocephalus flavus
Barytatocephalus flavus är en stekelart som först beskrevs av Meyer 1935.  Barytatocephalus flavus ingår i släktet Barytatocephalus och familjen brokparasitsteklar. Inga underarter finns listade.